# سيريل دريك
سيريل دريك (9 يناير 1922 بليستر في المملكة المتحدة - 5 فبراير 1992 في المملكة المتحدة) (بالإنجليزية: Cyril Drake)‏ هو لاعب كريكت بريطاني وبريطاني (وحمل سابقاً جنسية المملكة المتحدة لبريطانيا العظمى وأيرلندا). لعب مع نادي مقاطعة ليسترشاير للكريكت ‏.

## وصلات خارجية
- سيريل دريك على موقع إي آس بي آن كريك إنفو (الإنجليزية)